# Newton Stewart
Newton Stewart, schottisch-gälisch: Baile Ùr nan Stiùbhartach, ist eine Ortschaft in der schottischen Council Area Dumfries and Galloway. Sie liegt rund elf Kilometer nördlich von Wigtown und 40 Kilometer östlich von Stranraer am rechten Ufer des Cree. Historisch lag Newton Stewart in der traditionellen Grafschaft Wigtownshire.
Die Ortschaft markiert den nordöstlichen Abschluss der Halbinsel The Machars.

## Geschichte
Es war William Stewart, der jüngste Sohn von James Stewart, 2. Earl of Galloway, welcher die Ortschaft im späten 17. Jahrhundert gründete. 1677 gab König Karl II. seine Zustimmung zur Verleihung des Status eines Burgh of Barony. Die tatsächlichen Bauaktivitäten wurden vermutlich aber erst im frühen 18. Jahrhundert aufgenommen. Nachdem William Douglas, 1. Baronet von Gelston Castle in den 1770er Jahren die Ländereien übernahm, ließ er den Ortsnamen in Newton Douglas abändern. Nachdem seine Versuche, dort die Teppichfabrikation zu etablieren, gescheitert waren, erhielt die Ortschaft wieder ihren alten Namen. Wirtschaftlich entwickelte sich Newton Stewart mit der Wollverarbeitung und dem Wollhandel. Neben jährlich abgehaltenen Märkten wurde in Newton Stewart auch Handel mit lokal abgebautem Stein sowie Kohle betrieben.

## Verkehr
1745 wurde in Newton Stewart eine Brücke über den Cree errichtet. Im Zuge der Einrichtung der Fernstraße von Carlisle nach Portpatrick wurde 1812 der Bau der Cree Bridge nach einem Entwurf von John Rennie begonnen. Die A714 (Wigtown–Girvan) bildet die Hauptverkehrsstraße Newton Stewarts. Sie bindet die Ortschaft an die südlich passierende A75 (Carlisle–Stranraer), die auf diesem Teilstück Teil der Europastraße 18 ist, an. Rund einen Kilometer östlich endet die aus Crocketford kommende A712. Ein im Laufe des 19. Jahrhunderts eingerichteter Bahnhof wurde im Juni 1965 aufgelassen.